# Diócesis de Lake Charles
La diócesis de Lake Charles (en latín: Dioecesis Lacus Carolini y en inglés: Roman Catholic Diocese of Lake Charles) es una circunscripción eclesiástica de la Iglesia católica en Estados Unidos. Se trata de una diócesis latina, sufragánea de la arquidiócesis de Nueva Orleans. Desde el 6 de marzo de 2007 su obispo es Glen John Provost.

## Territorio y organización
La diócesis tiene 14 548 km² y extiende su jurisdicción sobre los fieles católicos de rito latino residentes en 5 parroquias civiles del estado de Luisiana: Allen, Beauregard, Calcasieu, Cameron y Jefferson Davis.
La sede de la diócesis se encuentra en la ciudad de Lake Charles, en donde se halla la Catedral de la Inmaculada Concepción.
En 2021 en la diócesis existían 39 parroquias.

## Historia
La diócesis fue erigida el 29 de enero de 1980 con la bula Qui ad beatissimi del papa Juan Pablo II, obteniendo el territorio de la diócesis de Lafayette en Luisiana.

## Estadísticas
Según el Anuario Pontificio 2022 la diócesis tenía a fines de 2021 un total de 95 764 fieles bautizados.
| Año                                                                             | Población            | Población | Población      | Sacerdotes | Sacerdotes    | Sacerdotes    | Bautizados por sacerdote | Diáconos permanentes | Religiosos | Religiosos | Parroquias |
| Año                                                                             | Bautizados católicos | Total     | % de católicos | Total      | Clero secular | Clero regular | Bautizados por sacerdote | Diáconos permanentes | Varones    | Mujeres    | Parroquias |
| ------------------------------------------------------------------------------- | -------------------- | --------- | -------------- | ---------- | ------------- | ------------- | ------------------------ | -------------------- | ---------- | ---------- | ---------- |
| 1990                                                                            | 86 298               | 268 700   | 32.1           | 68         | 44            | 24            | 1269                     | 21                   | 26         | 32         | 36         |
| 1999                                                                            | 84 908               | 259 425   | 32.7           | 65         | 48            | 17            | 1306                     | 25                   | 2          | 27         | 36         |
| 2000                                                                            | 80 880               | 259 425   | 31.2           | 68         | 56            | 12            | 1189                     | 22                   | 13         | 26         | 36         |
| 2001                                                                            | 80 199               | 259 425   | 30.9           | 73         | 58            | 15            | 1098                     | 24                   | 16         | 25         | 36         |
| 2002                                                                            | 72 768               | 283 429   | 25.7           | 66         | 55            | 11            | 1102                     | 33                   | 12         | 23         | 36         |
| 2003                                                                            | 79 172               | 259 425   | 30.5           | 72         | 63            | 9             | 1099                     | 33                   | 10         | 24         | 38         |
| 2004                                                                            | 80 519               | 277 846   | 29.0           | 73         | 64            | 9             | 1103                     | 33                   | 10         | 25         | 38         |
| 2013                                                                            | 89 100               | 301 600   | 29.5           | 58         | 45            | 13            | 1536                     | 26                   | 14         | 10         | 38         |
| 2016                                                                            | 88 000               | 297 500   | 29.6           | 61         | 46            | 15            | 1442                     | 40                   | 16         | 10         | 39         |
| 2019                                                                            | 92 250               | 303 980   | 30.3           | 66         | 50            | 16            | 1397                     | 40                   | 16         | 14         | 39         |
| 2021                                                                            | 95 764               | 304 892   | 31.4           | 63         | 45            | 18            | 1520                     | 36                   | 18         | 13         | 39         |
| Fuente: Catholic-Hierarchy, que a su vez toma los datos del Anuario Pontificio. |                      |           |                |            |               |               |                          |                      |            |            |            |

## Episcopologio
- Jude Speyrer † (29 de enero de 1980-12 de diciembre de 2000 renunció)
- Edward Kenneth Braxton (12 de diciembre de 2000-15 de marzo de 2005 nombrado obispo de Belleville)
- Glen John Provost, desde el 6 de marzo de 2007